# Światowa Organizacja Zdrowia Zwierząt
Światowa Organizacja Zdrowia Zwierząt (ang. World Organisation for Animal Health, WOAH) – jest międzynarodową organizacją utworzoną 25 stycznia 1924 roku na mocy umowy podpisanej w Paryżu przez 28 krajów. 

## Historia
Do 23 maja 2003 roku funkcjonowała jako Międzynarodowy Urząd do spraw Epizootii - Office International des Epizooties (OIE); skrót OIE był natomiast nadal używany w okresie przejściowym rebrandingu trwającym aż do maja 2022 r., gdy także on został ostatecznie zastąpiony przez skrót WOAH. W maju 2018 do WOAH należało 181 państw.

## Działalność
Główna siedziba Światowej Organizacji Zdrowia Zwierząt znajduje się w Paryżu. W latach 2001–2015 na czele organizacji stał Dr. Bernard Vallat trzykrotnie wybierany na  pięcioletnią kadencję. Od 2015 na czele organizacji stoi Dr. Monique Eloit. WOAH utrzymuje stałe stosunki z ponad dwudziestoma innymi organizacjami i programami międzynarodowymi takimi jak:
- organizacje i programy, wraz z którymi WOAH tworzy Czterostronny Sekretariat ds. Jednego Zdrowia[5]:
  - Organizacja do spraw Wyżywienia i Rolnictwa (FAO)
  - Światowa Organizacja Zdrowia (WHO)
  - Program Środowiskowy Organizacji Narodów Zjednoczonych (UNEP)
    - Sekretariat Konwencji CBD
    - Sekretariat Konwencji CITES
    - Sekretariat Konwencji CMS
- Bank Światowy
- Międzynarodowa Organizacja Lotnictwa Cywilnego (ICAO)
- Międzynarodowa Organizacja Morska (IMO)
- Światowa Organizacja Celna (WCO)
- Światowa Organizacja Handlu (WTO)
- Unia Europejska (EU)
  - Europejski Urząd ds. Bezpieczeństwa Żywności (EFSA)
  - Europejska Agencja Leków (EMA)
  - Europejskie Centrum ds. Zapobiegania i Kontroli Chorób (ECDC)
  - Europejska Agencja Środowiska (EEA)
  -  Agencja Unii Europejskiej ds. Bezpieczeństwa Lotniczego (EASA)
  - Europejska Agencja ds. Bezpieczeństwa na Morzu (EMSA)